# Вест Чикаго (Илиноис)
Вест Чикаго (енгл. West Chicago) град је у америчкој савезној држави Илиноис. По попису становништва из 2010. у њему је живело 27.086 становника.

## Демографија
Према попису становништва из 2010. у граду је живело 27.086 становника, што је 3.617 (15,4%) становника више него 2000. године.
| Група             | 2000.          | 2010.          |
| Белци             | 11.052 (47,1%) | 10.770 (39,8%) |
| Афроамериканци    | 395 (1,7%)     | 684 (2,5%)     |
| Азијати           | 457 (1,9%)     | 1.597 (5,9%)   |
| Хиспаноамериканци | 11.405 (48,6%) | 13.837 (51,1%) |
| Укупно            | 23.469         | 27.086         |